# 보건신기술(NET) 인증마크
NET마크(New Excellent Technology)는 대한민국 기업 및 연구기관, 대학 등에서 개발한 신기술을 조기에 발굴하고 그 우수성을 대한민국 정부가 인증함으로써, 신기술의 상용화와 기술거래를 촉진, 보건신기술 제품의 원활한 시장진출을 돕기 위해 도입된 대한민국 국가 인증제도이다.
2011년 5월 6일부터 개정된 '보건의료기술진흥법'에 따라 기존 HT마크에서 NET(New Excellent Technology)마크로 통합·변경되었다. 법률상 "보건신기술"이란 국내에서 최초로 이루어진 기술개발의 성과나 기존 기술의 개량에 따른 새로운 보건의료기술로서 보건복지부장관이 인증한 것을 말한다.

## 같이 보기
- 기술표준원
- 한국산업기술진흥협회
- 한국보건산업진흥원
- 한국보건의료연구원